# 雷纳西米恩托区
8°49′12″N 82°51′36″W / 8.82000°N 82.86000°W
雷納西緬托區（西班牙語：Distrito de Renacimiento），是巴拿馬的一個行政區，位於該國西部，由奇里基省負責管轄，始建於1970年10月18日，面積529平方公里，2010年人口20,524，人口密度每平方公里38.8人。